# Лимингтон (Онтарио)
Лимингтон (енгл. Leamington) је општина у Канади у покрајини Онтарио. Према резултатима пописа 2011. у општини је живело 28.403 становника.

## Становништво
Према резултатима пописа становништва из 2011. у граду је живело 28.403 становника, што је за 1,5% мање у односу на попис из 2006. када је регистровано 28.833 житеља.
| 2006.  | 2011.  | 2016.  |
| ------ | ------ | ------ |
| 28.833 | 28.403 | 27.595 |